# 宝圣湖街道
宝圣湖街道是中华人民共和国重庆市渝北区下辖的一个街道办事处。

## 行政区划
宝圣湖街道下辖以下村级行政区划单位：
金果路社区、翠苹路社区、宝圣南路社区、宝圣西路社区、海福路社区、金石路社区、兴科路社区、湖滨西路社区、宝圣湖社区、石盘河社区、果塘湖社区、西政社区、长福路社区、万湖社区、宝石路社区。

## 交通
- 宝圣湖站，重庆轨道交通9号线和重庆轨道交通15号线的换乘站